# Rayssa Lealová
Jhulia Rayssa Mendes Lealová (* 4. ledna 2008 Imperatriz, stát Maranhão) je brazilská skateboardistka. Je známá pod přezdívkou „Fadinha do Skate“ (Malá skateboardová víla). Skateboardingu se věnuje od šesti let, videa s jejími prvními triky ocenil i Tony Hawk. V roce 2019 debutovala v Street League Skateboarding a na mistrovství světa ve skateboardingu získala v roce 2019 stříbrnou medaili a v roce 2021 bronz. Na Letních olympijských hrách 2020 v Tokiu (konaly se v roce 2021) byla ve třinácti letech nejmladší brazilskou účastnicí v historii a obsadila v disciplíně street druhé místo za domácí Momidži Nišijovou. Na olympiádě také získala v hlasování diváků cenu Visa za inspirativní přístup ke sportu. Objevila se v propagačním klipu k filmu Space Jam: Nový začátek. Na Instagramu měla v září 2021 sedm milionů fanoušků. Na Letních olympijských hrách 2024 získala v disciplíně street bronzovou medaili.